# Ana Alderete Guzmán
Ana Alderete Guzmán es directora general de Abyana Producciones y Presidenta Fundadora del Club Esencia de Mujer, siendo presentadora de algunos de sus formatos como el de radio Esencia de Mujer, que pasó por COPE Madrid, esRadio y Onda Madrid.

## Biografía profesional
Comenzó con 16 años su andadura en el mundo empresarial. Durante los primeros años ocupó puestos de diferente índole como secretaria de dirección y personal controller. En 1993 creó la productora de televisión Abyana, con la que produjo formatos como Nunca es Tarde (2007), Bocaditos de Cielo (2008) y Divinos Pucheros (2011), todos ellos emitidos en Canal Cocina, Bendito paladar (2011) en 13TV y Mi mansión está en venta (2012) en CYLTV, todos ellos formatos innovadores y originales convertidos en líderes de audiencia en dichos canales.
Ana Alderete, además de producir formatos de televisión, creó en 2007 el Club "Esencia de Mujer", proyecto multiplataforma de ayuda y asistencia a la mujer. Con este proyecto comenzó su andadura en radio en el año 2009, con un espacio semanal especializado en asesorar a la mujer. Se estrenó en la radio COPE Madrid. Más tarde se trasladó con "Esencia de Mujer" a EsRadio Madrid, desde donde ocupó las mañanas de los domingos, hasta finalmente llegar a Onda Madrid que apostó por el programa en marzo de 2011. La propia Ana Alderete fue la presentadora.

## Principales programas de Ana Alderete y Abyana en televisión
-"Nunca es Tarde" en Canal Cocina (2007): Divertido programa de cocina en el que dos cómicos contagian su buen humor y optimismo mientras dan a conocer las recetas más sencillas y sabrosas.
-"Bocaditos de Cielo" en Canal Cocina (2008): Primera versión de uno de los programas de cocina más exitosos del panorama nacional. Es un programa de cocina que se realiza desde el interior de un convento. En él, Sor Liliana y Sor Beatriz nos enseñan a cocinar un sencillo plato acompañado de un postre mientras hablan a los espectadores sobre catolicismo.
-"Divinos Pucheros" en Canal Cocina (2011): Segunda versión del programa de cocina de las monjas Sor Liliana y Sor Beatriz.
-"Bendito paladar" en 13TV (2011-2012): Última versión del programa de cocina de las monjas Sor Liliana y Sor Beatriz. Emitido en 13TV, consta de 3 Temporadas.
-"Mi mansión está en venta" en Castilla y León Televisión (2012): Programa que muestra a los espectadores las casas más lujosas, impresionantes y con historia de Castilla y León.

## Principales programas de Ana Alderete y Abyana en radio
-"Esencia de Mujer" en Cope Madrid (2009), EsRadio Madrid (2010) y Onda Madrid (2011): Programa dedicado a la mujer, donde se tratan temas de actualidad relacionados con la mujer de hoy en día y sus preocupaciones. Ana Alderete y diversos invitados y expertas, partiendo de su experiencia y con profesionalidad, resuelven las dudas de las oyentes y las ayudan con sus problemas.

## Publicaciones de Ana Alderete y Abyana
-Delicias celestiales (Chronica, 2010).
-Bendito paladar (Buenas letras, 2012).
-" Nuestro Pan de cada día" (Planeta, 2014).

## DVD a la venta
-"Bendito Paladar". Primera temporada completa. 4 DVD.

## Entrevistas a Ana Alderete
- "El color de la tarde", Intereconomía
- "El Mundo" (enlace roto disponible en Internet Archive; véase el historial, la primera versión y la última).
- "Estamos contigo", Popular TV
- "Europa Press"
- "Magabusiness", Intereconomía Business

## Reportajes sobre Abyana y sus formatos
- Evento en Zhané
- Making Of "Bendito Paladar"
- Minireportaje de EFE sobre "Delicias Celestiales"
- Minireportaje de TVE sobre "Delicias Celestiales"
- Reportaje del Club "Esencia de Mujer" de la Fashion Night Out
- Reportaje de 13TV sobre "Bocaditos de cielo"

## Recursos de interés de Abyana Producciones
- Blog de "Mi Mansión Está En Venta"
- Canal Youtube de Abyana Producciones
- Canal Youtube del Club "Esencia de Mujer"
- Facebook de Abyana Producciones
- Facebook del Club "Esencia de Mujer"
- Facebook de "Bendito Paladar"
- Web de Abyana Producciones
- Web del Club "Esencia de Mujer" Archivado el 19 de abril de 2011 en Wayback Machine.
- Web personal de Ana Alderete
- Abyana apoya a la Asociación Española Contra el Cáncer